# Pinophyta (classification phylogénétique)
Cette page a pour objet de présenter un arbre phylogénétique des Pinophyta (Coniferophyta, Conifères stricto sensu), c'est-à-dire un cladogramme mettant en lumière les relations de parenté existant entre leurs différents groupes (ou taxa), telles que les dernières analyses reconnues les proposent. Ce n'est qu'une possibilité, et les principaux débats qui subsistent au sein de la communauté scientifique sont brièvement présentés ci-dessous, avant la bibliographie.

## Arbre phylogénétique
Le cladogramme présenté ici ne possède qu'une valeur indicative. Il n'est pas forcément consensuel, et on peut toujours se référer à la bibliographie au bas de l'article.
Le symbole ▲ renvoie à la partie immédiatement supérieure de l'arbre phylogénétique du vivant. Le signe ► renvoie à la classification phylogénétique du groupe considéré. Tout nœud de l'arbre portant plus de deux branches montre une indétermination de la phylogénie interne du groupe considéré.
Les habitudes typographiques des botanistes et des zoologistes sont différentes. Ici, par commodité de lecture, et certains groupes actuels relevant des deux domaines traditionnels, les noms de taxons supérieurs au genre sont tous écrits en caractères droits, les noms de genres ou d'espèces en italiques.
À la suite d'un taxon, sa période d'apparition, quand elle est connue, peut être indiquée suivant la légende suivante :
(Plé) : Pléistocène ; (Pli) : Pliocène ; (Mio) : Miocène ; (Oli) : Oligocène ; (Éoc) : Éocène ; (Pal) : Paléocène ; (Cré) : Crétacé ; (Jur) : Jurassique ; (Tri) : Trias ; (Per) : Permien ; (Car) : Carbonifère ; (Dév) : Dévonien ; (Sil) : Silurien ; (Ord) : Ordovicien ; (Camb) : Cambrien ; (Edi) : Édiacarien. Pour plus de précision si possible, (-) : inférieur ; (~) : moyen ; (+) : supérieur.

- ▲
  - Coniferophyta ou Pinophyta
    - Cordaitales (éteint)
    - Vojnovskyales (éteint)
    - Coniferopsida ou Pinopsida
      - Voltziales (éteint)
      - Pinales (paraphylétique)
        - ...
          - Gnetophyta ou Gnetales
            - Ephedraceae
            - ...
              - Welwitschiaceae
              - Gnetaceae

          - ...
            - Cheirolepidiaceae (éteint)
            - Protopinaceae (éteint)
            - Palissyaceae (éteint)
            - Pinaceae
              - Abietoideae
              - ...
                - Laricoideae
                - Pinoideae
                - Piceoideae

        - Cupressophyta
          - Pararaucariaceae (éteint)
          - ...
            - Araucariaceae
            - ...
              - Phyllocladaceae
              - Podocarpaceae

          - ...
            - Sciadopityaceae
            - ...
              - Cupressaceae
              - Taxaceae

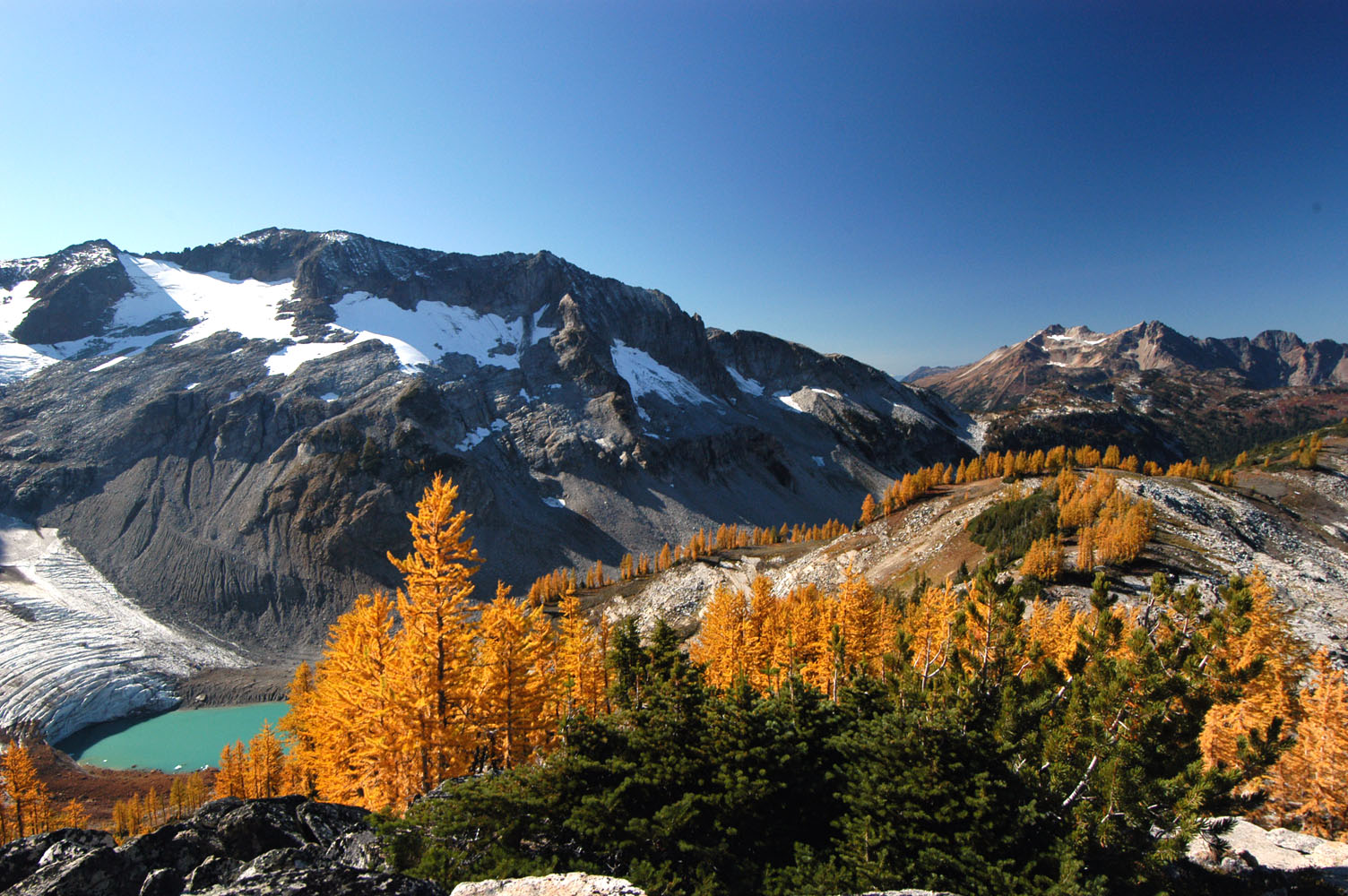
Vue automnale du glacier Lyman (Chiwawa Mountain, État de Washington, États-Unis). Conifères Pinaceae : Larix lyallii (en jaune), Abies lasiocarpa (en vert, avant-plan au centre), Pinus albicaulis (en vert, avant-plan à droite)
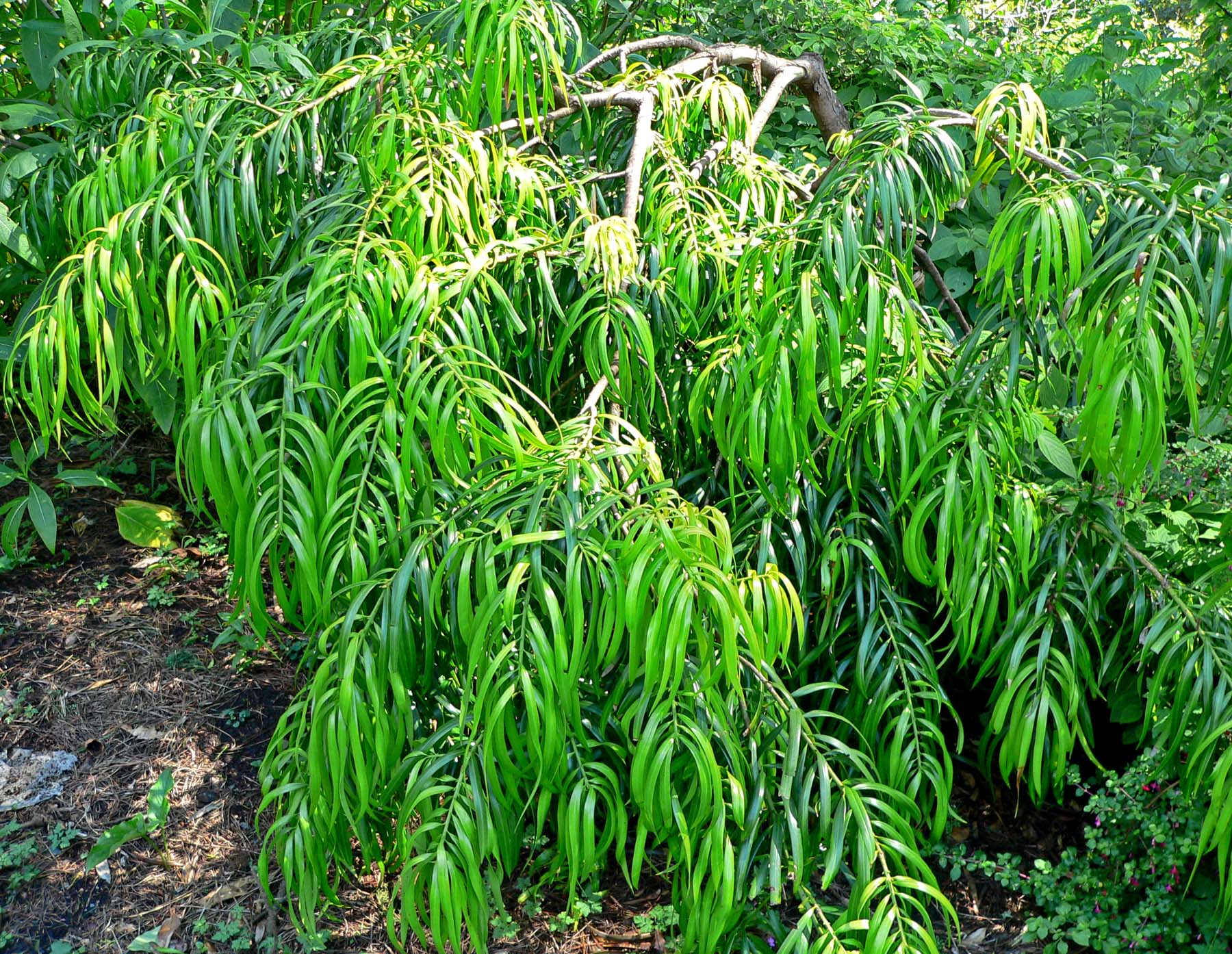
Podocarpus matudae (Podocarpaceae)
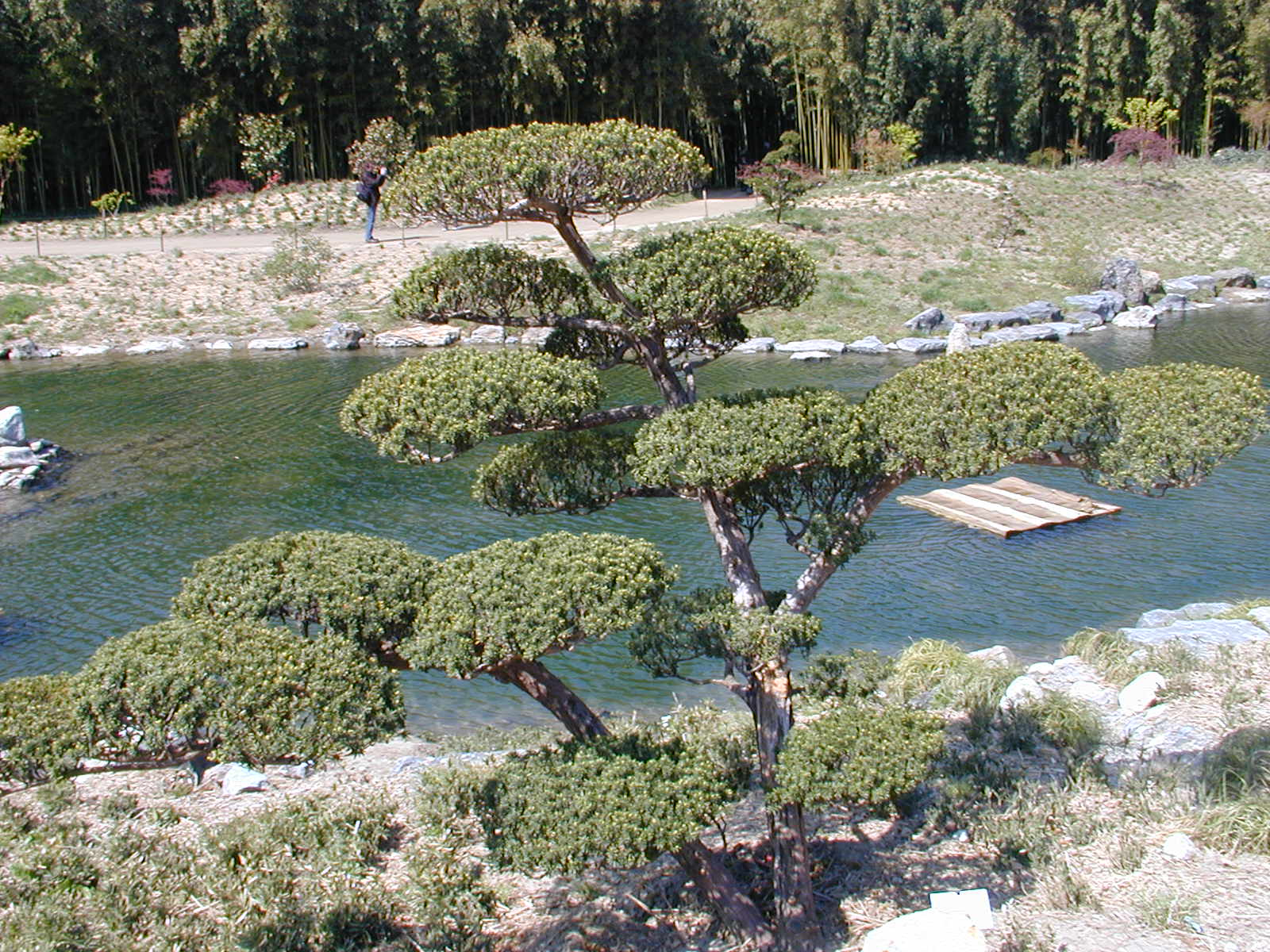
Taxus Cuspidata (Taxaceae)
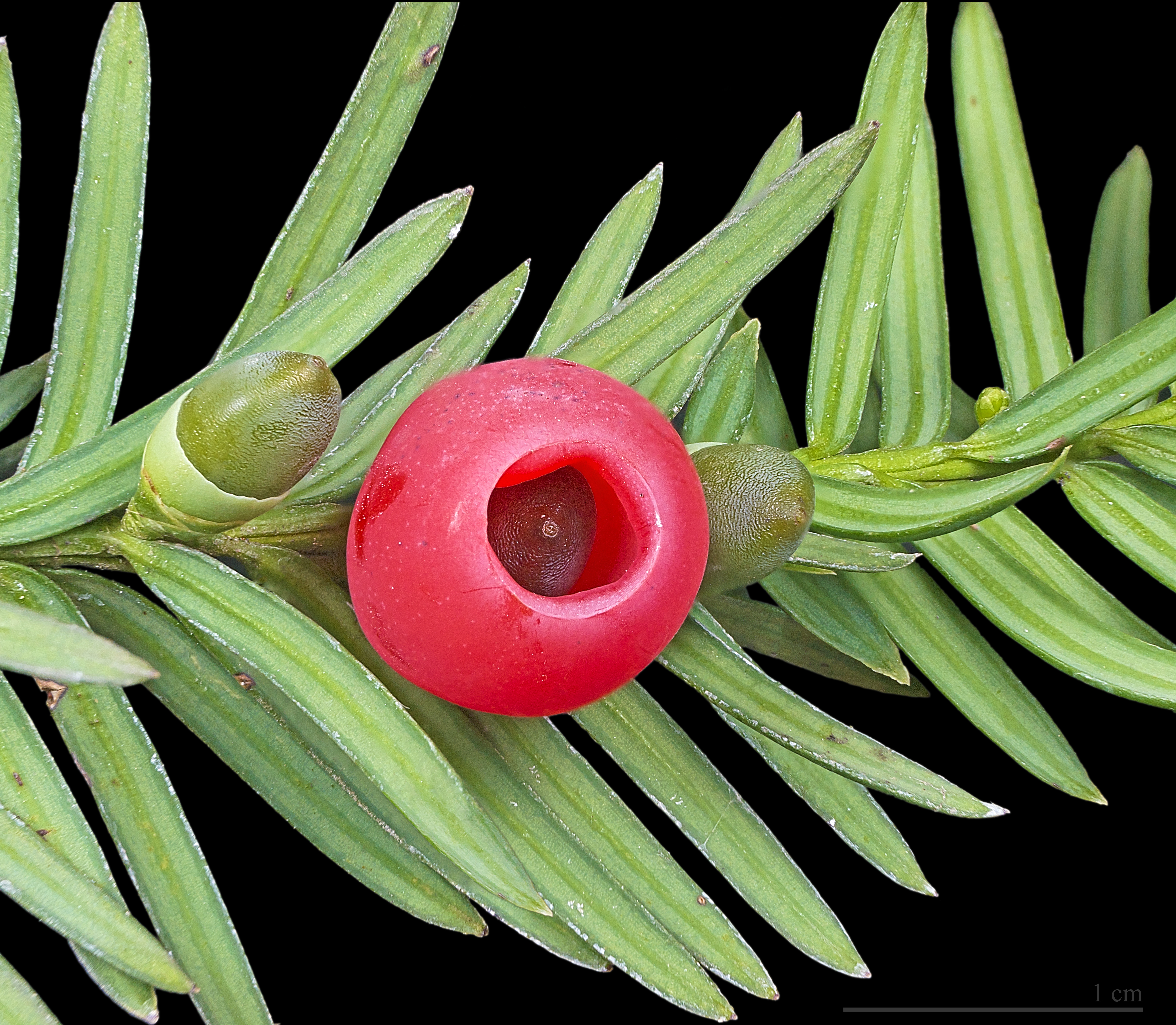
If commun (Taxus baccata, Taxaceae). Fruit mature (à gauche) et immature (à droite)
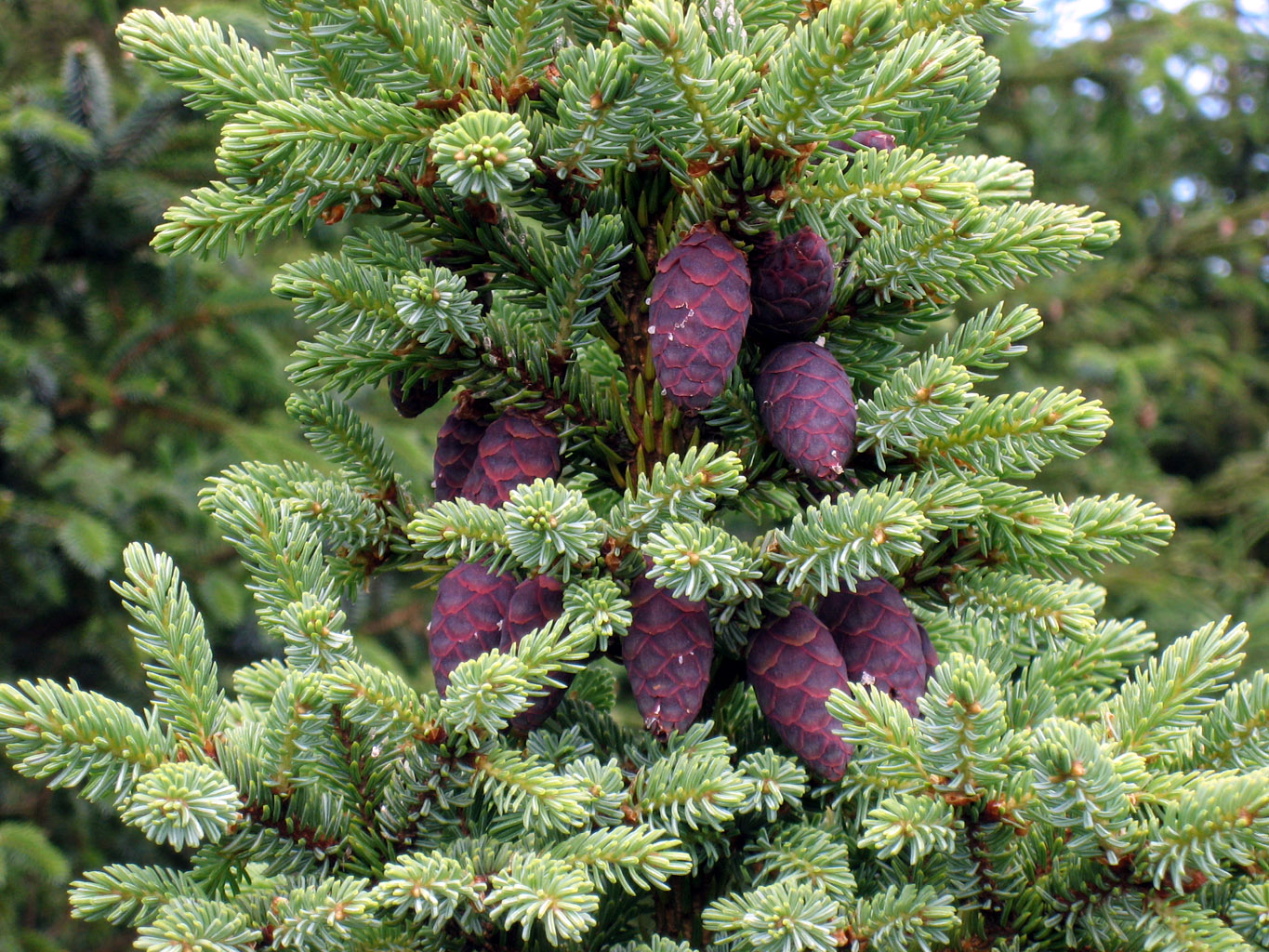
Picea mariana (Pinaceae)
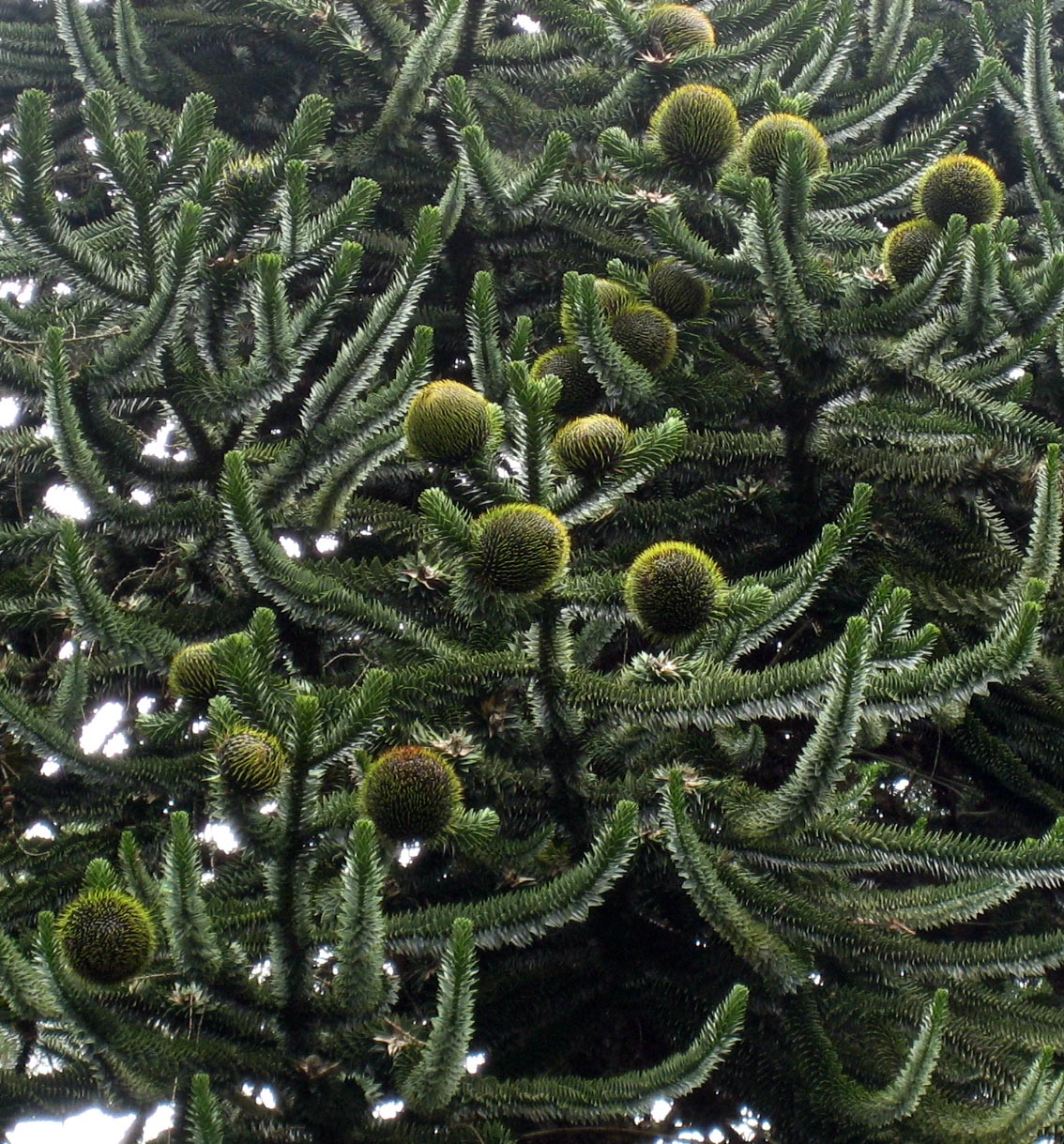
Araucaria araucana (Araucariaceae)
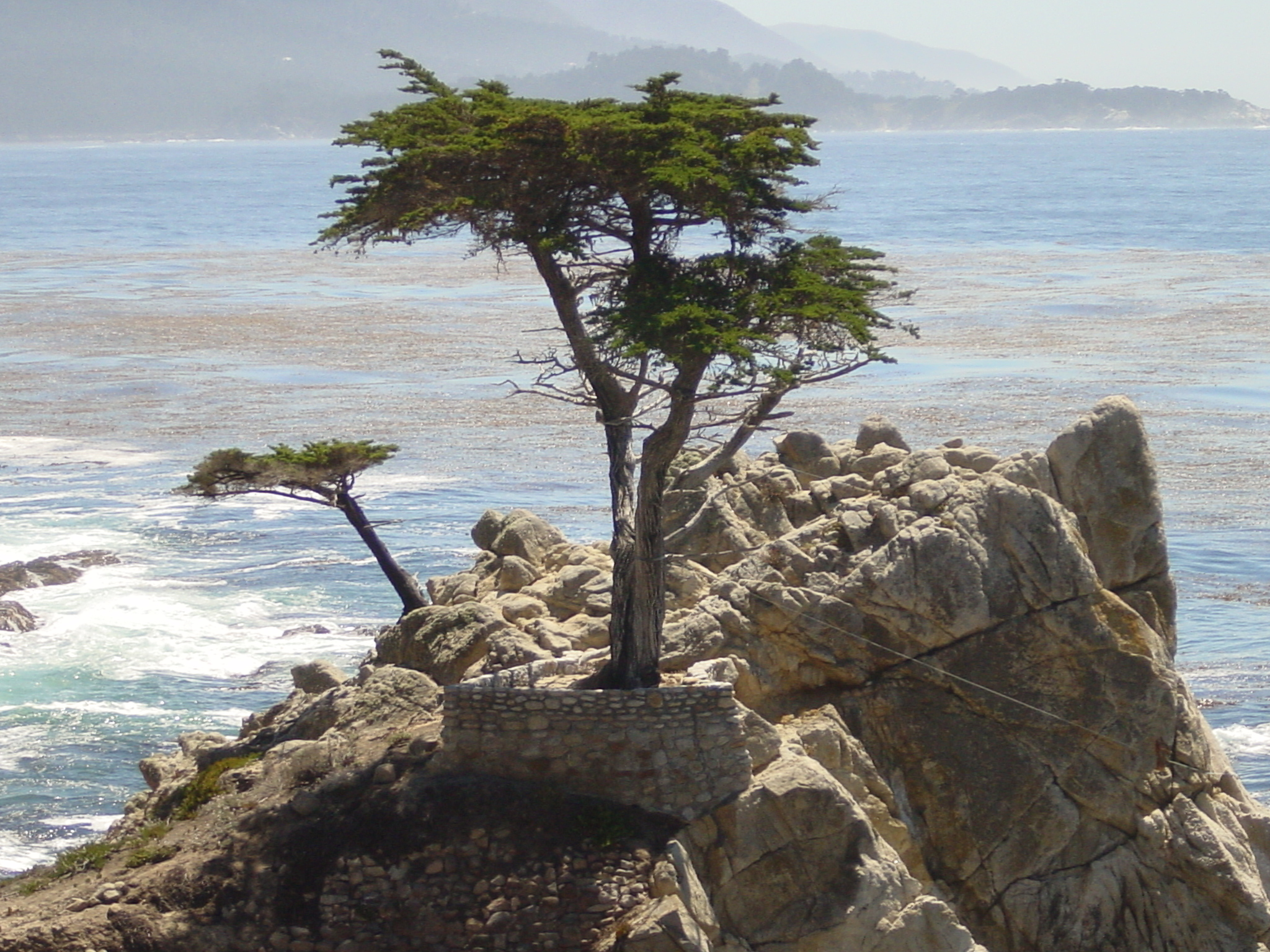
Cupressus macrocarpa (Cupressaceae), Monterey (Californie)
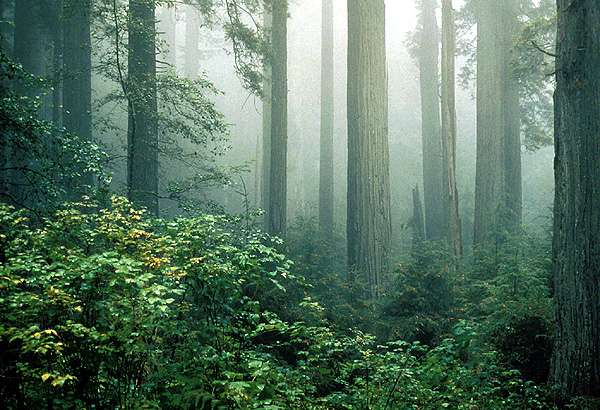
Sequoia sempervirens (Cupressaceae), Redwood National Park (Californie)

## Débat scientifique relatif à la phylogénie desPinophyta
La principale incertitude à l'heure actuelle concerne la place des Gnétophytes, autrefois estimées plus proches des Angiospermes (au sein des Anthophytes) que des autres Gymnospermes. Elles semblent être le groupe-frère des Pinales, et même vraisemblablement des Pinacées au sein de celles-ci.

## En savoir plus